# Change Your Life
Change Your Life is een single van het album Dirty Bass van de artiestengroep Far East Movement. Het is in samenwerking met de rapper Flo Rida en de Nederlandse dj Sidney Samson. 

## Tracklist

### Promo - Digital
| Change Your Life (Main)      | 3:32 |
| Change Your Life (Radio Mix) | 3:32 |